# (16274) Pavlica
(16274) Pavlica (2000 JX56) – planetoida z pasa głównego asteroid okrążająca Słońce w ciągu 3,64 lat w średniej odległości 2,37 j.a. Odkryta 6 maja 2000 roku.